# Lukas Ossenkopp
Lukas Ossenkopp (* 17. Januar 1993 in Lüneburg) ist ein 1,94 m großer ehemaliger deutscher Handballspieler. Er spielte für den HSV Hamburg in der Bundesliga und wurde auf Rückraum Mitte und Rückraum links eingesetzt. Mittlerweile ist er als Handballtrainer tätig.

## Karriere
Lukas Ossenkopp begann im Alter von sechs Jahren bei der HSG Lüneburg Handball zu spielen. Nach zwei Jahren beim TUS Jahn Hollenstedt/Wenzendorf, wechselte er zur Saison 2008/09 in die B-Jugend des SC Magdeburg, wo er das Sportinternat bis zum Abitur 2010 besuchte.
Ab November 2010 spielte er für das Drittligateam des HSV Hannover sowie für den TSV Hannover-Anderten in der A-Jugend Bundesliga-Ost, in der er mit 158 Toren den zweiten Platz in der Torschützenliste einnahm.
Nach drei Spielzeiten im Drittligateam des HSV Hannover schloss er sich zur Saison 2014/15 den HF Springe an und stieg zur Saison 2015/16 in die 2. Handball-Bundesliga auf. Er war mit 106 Toren der erfolgreichste Feldtorschütze der HF Springe in der 2. Handball-Bundesliga.
Ab der Saison 2016/17 stand er beim Handball Sport Verein Hamburg unter Vertrag.
Bei den Weihnachtsspielen in der Barclaycard Arena war er sowohl am 26. Dezember 2016 vor 8.555 Zuschauern mit 10 Toren, wie auch am 26. Dezember 2017 vor 9.964 Zuschauern mit 7 Toren erfolgreichster Werfer. Mit dem Handball Sport Verein Hamburg stieg er 2021 in die Bundesliga auf. Seit der Saison 2022/23 ist er beim Handball Sport Verein Hamburg als Daten- und Performance-Trainer tätig und stand in der Saison 2022/23 noch als Standby-Spieler dem Bundesligakader zur Verfügung. Nachdem Ossenkopp nach der Saison 2022/23 seine aktive Karriere beendet hatte, half er im Juni 2024 beim Drittligisten TV Emsdetten in einem Spiel aus.
Ossenkopp war ab dem Herbst 2018 als Co-Trainer der A-Jugend vom Handball Sport Verein Hamburg tätig, die in der A-Jugend-Bundesliga antritt. Nachdem Stefan Schröder im Jahr 2024 seine Trainertätigkeit beim Handball Sport Verein Hamburg beendet hatte, übernahm Ossenkopp die in der Regionalliga spielende 2. Mannschaft des Vereins.

## Saisonbilanzen
| Saison  | Verein       | Spielklasse   | Spiele | Tore | Feldtore | 7-Meter |
| ------- | ------------ | ------------- | ------ | ---- | -------- | ------- |
| 2012/13 | HSV Hannover | 3. Liga Nord  | 29     | 112  | 83       | 29      |
| 2013/14 | HSV Hannover | 3. Liga Nord  | 30     | 128  | 97       | 31      |
| 2014/15 | HF Springe   | 3. Liga Nord  | 29     | 91   | 91       | 0       |
| 2015/16 | HF Springe   | 2. Bundesliga | 40     | 107  | 106      | 1       |
| 2016/17 | HSV Hamburg  | 3. Liga Nord  | 26     | 145  | 93       | 52      |
| 2017/18 | HSV Hamburg  | 3. Liga Nord  | 25     | 175  | 96       | 79      |
| 2018/19 | HSV Hamburg  | 2. Bundesliga | 36     | 154  | 83       | 71      |
| 2019/20 | HSV Hamburg  | 2. Bundesliga | 24     | 56   | 47       | 9       |

Stand: 15. August 2020

## Sonstiges
Seine Schwester Meret spielt ebenfalls Handball.